# Aeroportul Mörön
Aeroportul Mörön (IATA: MXV, ICAO: ZMMN) este un aeroport din Chöwsgöl-Aimag, Mongolia ce deservește zona Mörön⁠(d). A fost numit după zona deservită.
Situat la o altitudine de 397 m, aeroportul dispune de o singură pistă. Este operat de Mörön⁠(d).